# Pensées (Montesquieu)
Pour les articles homonymes, voir Pensées (homonymie).
Pensées, aussi appelé Mes Pensées, est un recueil de Montesquieu dans lequel l'auteur a consigné librement des notes et réflexions provenant de ses lectures, de ses rencontres, de ses expériences, de ses conversations avec des tiers.
Si la concision, le goût de la formule et le modèle de la maxime, ne sont pas absents de ce recueil, il remplit une fonction d’espace de travail et de préparation des ouvrages plus qu’il ne relève d’un genre défini auquel on rattache les œuvres homonymes de Marc Aurèle et de Pascal. Ces cahiers accompagnent pendant presque trente ans la rédaction des œuvres de l’auteur de L’Esprit des lois. Il s'agit donc d'un document irremplaçable pour reconstituer la chronologie de la documentation et de l'élaboration des ouvrages de Montesquieu.

## Le manuscrit
Conservé à la bibliothèque municipale de Bordeaux, il est composé de trois volumes reliés rassemblant des fragments et des annotations en marge, écrits par Montesquieu lui-même ou par ses secrétaires sur des sujets très divers. Les recherches pionnières de Robert Shackleton (en), poursuivies par d’autres chercheurs, ont confronté les écritures de la correspondance, datée, de l’auteur avec celles présentes dans ces recueils.
Ce recueil a été entrepris probablement dans la période 1726-1727, après les Lettres persanes (1721) et le Temple de Cnide (1725) et à la suite d’un projet de Traité des devoirs. Montesquieu continuera à utiliser ce recueil jusqu’en 1754, soit peu avant sa mort, qui survient au début de l’année 1755.

## La transmission et la publication
Les Pensées n’étaient pas destinées à la publication et malgré des éditions partielles subreptices, parues dès la fin du XVIIIe siècle, les héritiers refusèrent tout au long du XIXe siècle de le communiquer aux éditeurs désireux de le publier. Finalement, ils participèrent eux-mêmes à cette publication par l’intermédiaire de la Société des bibliophiles de Guyenne, qui donna, à partir de 1899, la première édition presque intégrale des Pensées, réalisée par Henri Barckausen. Il fallut encore attendre une cinquantaine d’années et l’édition de Louis Desgraves pour lire les fragments dans l’ordre du manuscrit et voir s’imposer la numérotation correspondante, qui prévaut aujourd’hui. 

## LesPensées, un recueil à part
Pour préparer ses ouvrages, Montesquieu accumulait une vaste documentation dans des domaines divers : juridique, politique, historique, géographique… Il consignait ou faisait consigner par des secrétaires dans des recueils des notes prises à partir de ses lectures, pratiquant un art de l’extrait existant depuis l’Antiquité, qui consiste à copier des citations ou informations prélevées dans les livres ou périodiques. Ces notes étaient rassemblées par Montesquieu dans des cahiers spécialisés comme l’un des volumes des Geographica parvenu jusqu’à nous, qui rassemble des notes compilées à partir de la lecture de relations de voyage. 
Les Pensées, comme le Spicilège, autre recueil de l’auteur, sont toutefois différentes de ces compilations spécialisées, car elles couvrent des domaines très divers. Par ailleurs les Pensées, si elles contiennent des notes, des citations et des informations, sont orientées vers la réflexion personnelle et le travail d’élaboration de l’œuvre, alors que les commentaires propres à l’auteur demeurent marginaux dans le Spicilège. Les remarques orales faites par lui-même ou par d’autres au cours de conversations sont consignées dans les Pensées, avec l’indication du locuteur. C’est aussi un des traits qui spécifient ce recueil, avec la récurrence de formules comme : « Je disais », « Fontenelle disait », etc.

## Une fonction de mise en attente et d’archivage
Montesquieu annonce son projet au début du premier volume : « Ce sont des idées que je n’ai point approfondies et que je garde pour y penser dans l’occasion » (n° 2). Il désigne son recueil tantôt par le titre « Mes pensées »  (n° 690, 1003, 1816), tantôt par celui de « Réflexions » (n° 1620, 1631bis) : il s'agit là en fait d'une distinction importante, le travail de collecte étant désigné par  « Réflexions », le recueil (au sens matériel du terme) étant désigné sous le titre « Mes pensées ». 
La fonction est double : il s’agit de mettre en attente des réflexions pour les retravailler et les utiliser dans des ouvrages destinés à la publication et, quand elles n’ont pas été utilisées, de les archiver. Une des caractéristiques du manuscrit est la mention récurrente en marge, placée après coup, de la destination finale de certains fragments : « Mis dans les lois « (pour « Mis dans L’Esprit des lois ») ; « Mis dans les Romains » (pour « Mis dans les Considérations sur la grandeur des Romains »). La reprise de certains énoncés modifiés dans le cours du recueil témoigne aussi du travail stylistique, mais surtout intellectuel, opéré par Montesquieu. Dans le dernier volume de ce manuscrit des Pensées, alors que l’auteur, déjà âgé, a achevé son œuvre maîtresse, L’Esprit des lois, la fonction d’archivage prédomine. Montesquieu signale alors ces « Morceaux qui n’ont pu entrer » dans tel ou tel de ses ouvrages publiés.
Cet archivage permet de voir apparaître à travers les titres d’ouvrages mentionnés des projets abandonnés et des ouvrages fantômes, comme ce projet plusieurs fois transformé sur les devoirs des Princes, dont le titre a varié, comme en témoigne le recueil (nº 140).

### Éditions
- Pensées et fragments inédits de Montesquieu, Barckhausen Henri (éd.), Bordeaux, G. Gounouilhou, 1899, t. I ; 1901, t. II.
- Pensées, Roger Caillois (éd.), dans Œuvres complètes, Paris, Gallimard, 1949, t. I, p. 975-1574.
- Pensées, Daniel Oster (éd.), dans Œuvres complètes, Paris, Le Seuil, 1964, p. 853-1082.
- Pensées, Louis Desgraves (éd.), dans Œuvres complètes, Paris, Nagel, 1950, t. II, p. 1-677.
- Pensées, Spicilège, Louis Desgraves (éd.), Paris, Robert Laffont, coll. « Bouquins », 1991.
- Montedite, Édition critique des Pensées de Montesquieu, Presses Universitaires de Caen, 2013, (« en ligne »(Archive.org • Wikiwix • Archive.is • Google • Que faire ?))
- Montesquieu, Mes pensées (anthologie), éd. critique par C. Volpilhac-Auger, Gallimard, Folio-Classiques, 2014, 544 pages.

### Études
- Barckhausen Henri, « Introduction », dans Montesquieu, Pensées et fragments inédits de Montesquieu, Bordeaux, G. Gounouilhou, 1899, t. I, p. XI-XXXIV.
- Céleste Raymond, « Histoire des manuscrits inédits de Montesquieu », dans Mélanges inédits de Montesquieu, Bordeaux, G. Gounouilhou, 1892, t. 1, p. IX-XLII ; reproduit dans Montesquieu, Cahiers (1716-1755), B. Grasset et A. Masson (éd.), Paris, Grasset, 1941, p. 267-290.
- Desgraves Louis, « Introduction », dans Montesquieu, Pensées, Masson, t. II, p. XLV-LXV.
  - « La méthode de travail de Montesquieu. Les Pensées de Montesquieu et L’Esprit des lois », dans Louis Desgraves, Montesquieu, l’œuvre et la vie, Bordeaux, L’Esprit du Temps, 1994, p. 63-87.
- Dornier Carole, « Les Pensées de Montesquieu et la tradition des formes brèves », dans Poétique de la pensée, mélanges offerts à Jean Dagen et réunis par B. Guion et al., Paris, Champion, 2006, p. 363-377.
  - « Notes,additions, intercalations : les incertitudes du statut textuel dans les Pensées de Montesquieu », dans Notes. Études sur l’annotation en littérature, J.-C. Arnould et C. Poulouin (dir.), Mont-Saint-Aignan, Publications des Universités de Rouen et du Havre, 2008, p. 63-72.
  -  « Les Pensées de Montesquieu comme espace de constitution de l’auteur », Studi francesi, n° 161, 2010, p. 304-314.
  -  « De la compilation de fragments au texte intégral : histoire de l’édition des Pensées de Montesquieu », Revue française d’histoire du livre, n° 132, 2011, p. 231-250.
  - « L'histoire du manuscrit des Pensées de Montesquieu », Revue d'histoire littéraire de la France, n° 3, juillet 2012, p. 593-600.
- Grasset Bernard, « Introduction », dans Montesquieu, Cahiers (1716-1755), B. Grasset et A. Masson (éd.), Paris, Grasset, 1941, p. VII-XXVIII.
- Masson André, « Note bibliographique sur les Cahiers de Montesquieu », dans Montesquieu, Cahiers (1716-1755), B. Grasset et A. Masson (éd.), Paris, Grasset, 1941, p. 295-299.
- Revue Montesquieu, nº 7, 2003-2004, numéro spécial consacré aux Pensées, en ligne : http://montesquieu.ens-lyon.fr/spip.php?article329
- Volpilhac-Auger Catherine, Dictionnaire électronique Montesquieu, art. « Pensées », http://dictionnaire-montesquieu.ens-lyon.fr/fr/article/1376399996/fr/
- Catherine Volpilhac-Auger, « Le chantier ou le miroir ? Éditer les Pensées de Montesquieu », Dix-huitième siècle, no 45,‎ 2013, p. 663-680 (lire en ligne)